# Andrés Sánchez Marín
Andrés Sánchez Marín (Almansa, 1957) es un expiloto de motociclismo de velocidad español, que compitió regularmente en el Campeonato Mundial de Motociclismo desde 1982 hasta 1992.

## Biografía
Antes de ser piloto a tiempo completo, Andrés Sánchez Marín trabaja como relojero. Disputó y ganó diferentes Campeonatos provinciales. En 1977, comenzó a destacar junto a Ricardo Tormo, en las pruebas de la Comunidad Valenciana y posteriormente en el campeonato de España.
Sánchez debuta en el Mundial en 1982 en la categoría de 125cc con una MBA. Su mejor posición fue un 14.º posición en el Gran Premio de los Países Bajos. Además disputa la última prueba del Campeonato de Europa en el Circuito del Jarama, terminando segundo tras el campeón Stefano Caracchi. Al siguiente año, continua en la misma ciindrada pero tampoco obtiene puntos para la general.
En 1984, Sánchez corre solamente dos Grandes Premios: el Gran Premio de España, donde abandona, y el Gran premio de San Marino, acabando en la posición 22, centrándose en el Campeonato de Europa, siendo quinto en Vallelunga y sexto en Assen. En 1985, consigue su primer punto de su carrera en el Gran Premio de España gracias a un décimo puesto, seguido de un octavo puesto en el Gran Premio de las Naciones y acabando en un 18.º posición de la general con cuatro puntos.
En 1986, Sánchez consigue el título de Campeonato de España de la categoría de 125cc en el Campeonato de España de Velocidad, mientras que en el Mundial de 1986 obtiene tres puntos gracias al octavo puesto del Gran Premio de España.
El año siguiente sería su mejor temporada. Primero revalidaría su título de Campeón de España de 125cc y después conseguiría el octavo puesto en la clasificación general del Mundial con Ducados, entre ellos su único podio en el Mundial: un tercer puesto en el Gran premio de Checoslovaquia.
En 1988 Sánchez cambia nuevamente moto, al cambiar la reglamentación y prohibirse en la categoría de 125cc los motores bicilíndricos, y ficha por ADM. Pero su rendimiento sería claramente inferior y tan solo llegaría a meta en una sola ocasión. Su siguiente temporada (y última) tampoco mejoraría en sus resultados.
Una vez retirado como piloto en 1990, pasó a ser director deportivo del Circuito de Albacete. En 2018, Sánchez fue llevado a los juzgados por "presuntos delitos de prevaricación, tráfico de influencias y malversación de caudales púbicos" denunciadas por parte de los trabajadores del circuito que habían sido despedidos de manera procedente. Finalmente el juez del juicio dio carpetazo al no observar delito alguno.
En enero de 2022, el alcalde de Almansa, anuncia que visto el reglamento de honores y distinciones del Ayuntamiento de Almansa, propone el nombramiento de Andrés Sánchez Marín, como ‘Almanseño Ilustre’, título que se le otorga el 25 de febrero de ese mismo año en el salón de plenos del ayuntamiento, siendo testigos de ello casi un centenar de personas.

## Resultados en el Campeonato del Mundo
Sistema de puntuación desde 1969 hasta 1987:
| Posición | 1.º | 2.º | 3.º | 4.º | 5.º | 6.º | 7.º | 8.º | 9.º | 10.º |
| Puntos   | 15  | 12  | 10  | 8   | 6   | 5   | 4   | 3   | 2   | 1    |

Sistema de puntuación desde 1988 hasta 1991:
| Posición | 1.º | 2.º | 3.º | 4.º | 5.º | 6.º | 7.º | 8.º | 9.º | 10.º | 11.º | 12.º | 13.º | 14.º | 15.º |
| Puntos   | 20  | 17  | 15  | 13  | 11  | 10  | 9   | 8   | 7   | 6    | 5    | 4    | 3    | 2    | 1    |

| Año  | Cat.  | Moto      | 1       | 2       | 3       | 4       | 5       | 6       | 7       | 8       | 9       | 10      | 11      | 12      | 13      | 14    | Ptos. | Pos. |
| ---- | ----- | --------- | ------- | ------- | ------- | ------- | ------- | ------- | ------- | ------- | ------- | ------- | ------- | ------- | ------- | ----- | ----- | ---- |
| 1982 | 125cc | Sanvenero | ARG Ret | AUT Ret | FRA 16  | ESP Ret | NAT 18  | NED 14  | BEL 19  | YUG Ret | GBR 24  | SWE Ret | FIN -   | CZE -   | RSM -   | GER - | 0     | -    |
| 1983 | 125cc | MBA       |         | FRA Ret | NAT 23  | GER 31  | ESP Ret | AUT 26  | YUG Ret | NED DNQ | BEL -   | GBR -   | SWE -   | SMR Ret |         |       | 0     | -    |
| 1984 | 125cc | MBA       |         | NAC -   | ESP Ret |         | ALE -   | FRA -   |         | NED -   | BEL -   | GBR -   | SUE -   | RSM 22  |         |       | 0     | -    |
| 1985 | 125cc | MBA       |         | ESP 10  | GER 18  | NAT 8   | AUT 12  |         | NED 13  | BEL 17  | FRA 16  | GBR Ret | SUE Ret | RSM Ret |         |       | 4     | 18.º |
| 1986 | 125cc | MBA       | ESP 8   | NAT 15  | GER 27  | AUT Ret |         | NED 13  | BEL Ret | FRA Ret | GBR Ret | SUE 11  | RSM Ret | BDW 15  |         |       | 3     | 20.º |
| 1987 | 125cc | Ducados   |         | ESP Ret | GER 6   | NAT 6   | AUT 6   |         | NED 8   | FRA 18  | GBR Ret | SUE 4   | CZE 3   | RSM 7   | POR Ret |       | 10    | 8.º  |
| 1988 | 125cc | ADM       |         |         | ESP Ret |         | NAT DNQ | GER DNQ | AUT Ret | NED DNQ | BEL -   | YUG -   | FRA DNQ | GBR -   | SWE 26  | CZE - | 0     | -    |
| 1989 | 125cc | JJ Cobas  | JAP -   | AUS -   |         | ESP DNQ | NAC -   | ALE -   | AUT -   |         | NED -   | BEL -   | FRA -   | GBR -   | SUE -   | CHE - | 0     | -    |

| Color     | Resultado                                                               |
| --------- | ----------------------------------------------------------------------- |
| Oro       | Ganador                                                                 |
| Plata     | 2.ª plaza                                                               |
| Bronce    | 3.ª plaza                                                               |
| Verde     | Finalizó en los puntos                                                  |
| Azul      | Finalizó sin puntos                                                     |
| Azul      | NC - No clasificado                                                     |
| Violeta   | Ret - No terminó (Carrera)                                              |
| Rojo      | DNQ - No se clasificó                                                   |
| Negro     | DSQ - Descalificado                                                     |
| Blanco    | DNS - No empezó (carrera)                                               |
| Blanco    | WD - Retirado (fin de semana)                                           |
| Blanco    | C - Carrera cancelada                                                   |
| Sin color | DNP - Inscrito pero no participó                                        |
| Sin color | INJ - Lesionado                                                         |
| Sin color | EX - Excluido                                                           |
| Estado    | Resultado                                                               |
| Negrita   | Pole position                                                           |
| Cursiva   | Vuelta rápida                                                           |
| †         | Abandona, pero clasifica al completar el porcentaje requerido para ello |